# Alabama (композиция)
Alabama — это композиция, написанная Джоном Колтрейном, которая появляется в его альбоме Live at Birdland (1963). Она была написана в ответ на бомбардировку баптистской церкви, находящейся по улице 16th Street в Бирмингеме 15 сентября 1963 — это стало результатом нападения Ку-клукс-клана в Бирмингеме (штат Алабама) в результате которого погибли четыре девочки.
Квартет Колтрейна исполнил это произведение на телевидении в эпизоде Jazz Casual в 1963 году.